# Нароговка
Нароговка — река в России, протекает в Нагорском районе Кировской области. Устье реки находится в 112 км по правому берегу реки Кобра. Длина реки составляет 16 км.
Исток реки на Северных Увалах близ границы с Республикой Коми в 10 км к северо-востоку от посёлка Кобра (центр Кобринского сельского поселения). Река течёт на юго-восток, затем на юг. До впадения притока Малая Нароговка (пр) также именуется Большой Нароговкой. Впадает в Кобру ниже посёлка Орлецы (Кобринское сельское поселение).

## Данные водного реестра
По данным государственного водного реестра России относится к Камскому бассейновому округу, водохозяйственный участок реки — Вятка от истока до города Киров, без реки Чепца, речной подбассейн реки — Вятка. Речной бассейн реки — Кама.
По данным геоинформационной системы водохозяйственного районирования территории РФ, подготовленной Федеральным агентством водных ресурсов:
- Код водного объекта в государственном водном реестре — 10010300212111100031013
- Код по гидрологической изученности (ГИ) — 111103101
- Код бассейна — 10.01.03.002
- Номер тома по ГИ — 11
- Выпуск по ГИ — 1